# لقطة متوسطة
اللقطة المتوسطةهي لقطة المأخوذة لشيء المراد تصويره من وضع متوسط. وهي بالنسبة لجسم الإنسان اللقطة التي تحوي الجسم من الرأس إلى الركبتين أو إلى ما فوق الوسط بقليل. ويرمز إليها عادة بالحرفين (ل.م).